# Giovanni Abbarbagliati
Giovanni Abbarbagliati (Borgo Sansepolcro, 1295 – Camaldoli, gennaio 1386) è stato abate e priore dell'Ordine camaldolese.

## Biografia
Figlio di Dietaiuti, di nobile famiglia, entrò nel monastero camaldolese di San Michele in Borgo, nella ghibellina Pisa, almeno nel 1323, divenendone l'abate nel 1327. Era il tempo della lotta che contrapponeva l'imperatore Ludovico il Bavaro al papa avignonese Giovanni XXII, sostenitore di Roberto d'Angiò come vicario imperiale. Dichiarato deposto Giovanni XXII, l'imperatore fece eleggere a Roma, il 12 maggio 1328, nuovo papa il francescano Pietro Rainalducci che assunse il nome di Niccolò V.
A questi aderì l'Abbarbagliati, subendo la scomunica di Giovanni dalla quale fu tuttavia sollevato, dopo il ritorno dell'imperatore in Germania, il 13 febbraio 1330.
Il nuovo papa Clemente VI lo incaricò di controllare l'Università di Pisa alla sua costituzione nel 1343 finché, alla morte di Bonaventura, priore generale dell'Ordine, fu chiamato a succedergli il 15 luglio 1348, curando, dall'Eremo di Camaldoli, che si avesse una maggiore disciplina monacale e più risorse finanziarie. A questo scopo ottenne dal nuovo imperatore Carlo IV, nel marzo 1355, la conferma dei privilegi dell'Ordine.
In occasione del nuovo scisma che oppose nel 1378 l'antipapa Clemente VII a papa Urbano VI, fu fedele a quest'ultimo che tuttavia, il 24 maggio 1382, accertati gravi abusi nell'Ordine di Camaldoli, lo sostituì nella carica di priore con Giacomo da Padova. Non è chiaro se fu reintegrato nella carica nel 1385: ormai molto vecchio, morì poco tempo dopo nell'Eremo di Camaldoli.

### La biblioteca personale
Aperto alla cultura umanistica e in contatto con Francesco Petrarca, raccolse una biblioteca personale che alla sua morte si componeva di 44 codici. Tra questi si segnalano un Decretus vetus, le Etimologie di Isidoro di Siviglia, le lettere di san Paolo glossate, il «Liber de celo et mundo» di Aristotele, un «Liber de abstinencia et aliis virtutibus», l’esposizione sul Cantico dei cantici, il Breviloquio di Bonaventura da Bagnoregio con altri trattati, una Epistulam magistri Petri che potrebbe essere la lettera di Pietro Abelardo nota anche come Historia calamitatum mearum, un libro di storie della sacra scrittura, il commento di Egidio Romano alla Retorica di Aristotele, la summa di diritto canonico di Raimondo (cioè la Summa de casibus poenitentiae), i Sermones dominicales di Iacopo da Varazze, l'Anticlaudianus di Alano di Lilla, l'Expositio missae del frate minore Alberto, la Summa de officiis ecclesiasticis di Guglielmo d’Auxerre (liturgia e sacramentaria), il libro di Isaia glossato, un «Liber de virtutibus sumptus ex exemplis antiquorum et civium Romanorum», un «Liber in quo sunt questiones seu libro [sic] phisicorum» (da identificare con la Fisica di Aristotele), un «Liber legendarum novarum», un «Liber de viciis et virtutibus» (probabilmente il De virtutibus et vitiis ad Widonem comitem di Alcuino di York), un libro con la visione del profeta Daniele e sermoni, il Prefazio di Isidoro di Siviglia, il Diadema monachorum di Smaragdo di Saint-Mihiel, una «Tabula Evangeliorum», una « Expositio ynnorum», una Summa di Pietro Ispano (poi papa Giovanni XXI, probabilmente la Summa de conservanda sanitate), i «Notabilia decretalium in uno quaderno», nove libri di sermoni. Ai libri si aggiungono «quaterni squaternati » contenenti i salmi glossati e sermoni.